# 周文重

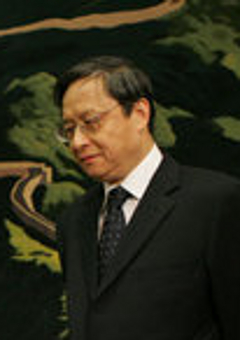
周文重

周 文重（しゅう ぶんじゅう、1945年8月 - ）は、中華人民共和国の外交官。2005年から2010年まで駐米大使を務めた。

## 生涯
江蘇省出身。英バース大学卒業。
1970年から1973年まで北京外交人員服務局に勤務。1973年から1975年までロンドン・スクール・オブ・エコノミクス修士課程に在籍。1975年に外交部に入省し、1978年まで翻訳室に勤務。1978年から1983年まで駐米大使館三等書記官。1983年から1987年まで外交部翻訳室に勤務し、二等書記官を経て副処長、処長。1987年から1990年まで駐サンフランシスコ副総領事。1990年から1993年まで駐バルバドス大使および駐アンティグア・バーブーダ大使。1993年から1994年まで外交部美大司副司長。1994年から1995年まで駐ロサンゼルス総領事。1995年から1998年まで駐米大使館公使。1998年から2001年まで駐豪大使。2001年から2003年まで外交部部長助理。2003年から2005年まで外交部副部長。2005年から2010年まで駐米大使。